# Agums
Agums (Italiaans: Agumes) is een dorp in het Stelvio Nationaal Park, tegen de grens met Graubünden (Zwitserland) in de Noord-Italiaanse provincie Zuid-Tirol (regio Trentino-Zuid-Tirol). Het dorp behoort tot de gemeente Prad am Stilfserjoch.
Agums ligt in het dal van de Adige, aan een secundaire weg die door het zuidoosten van het dorp gaat. Silandro is de dichtstbijzijnde stad.
Agums · Lichtenberg · Prad · Spondinig